# Stalingrad (metropolitana di Parigi)
Stalingrad è una stazione delle linee 2, 5 e 7 della metropolitana di Parigi.
Ubicata al confine tra il X e il XIX arrondissement, è situata in place Stalingrad, che prende il nome dalla battaglia di Stalingrado.
La stazione fu inaugurata con il nome di "Rue d'Aubervilliers" sulla Linea 2; il 5 novembre 1910 fu aperta una stazione separata a breve distanza, chiamata "Boulevard de la Villette" situata sulla linea 7. Nel 1942, le due stazioni furono unite per formare "Aubervilliers - Boulevard de la Villette". La linea 5 aprì la sua corrispondente stazione il 12 ottobre 1942: nel 1946 la stazione cambiò infine il nome in quello attuale, Stalingrad.

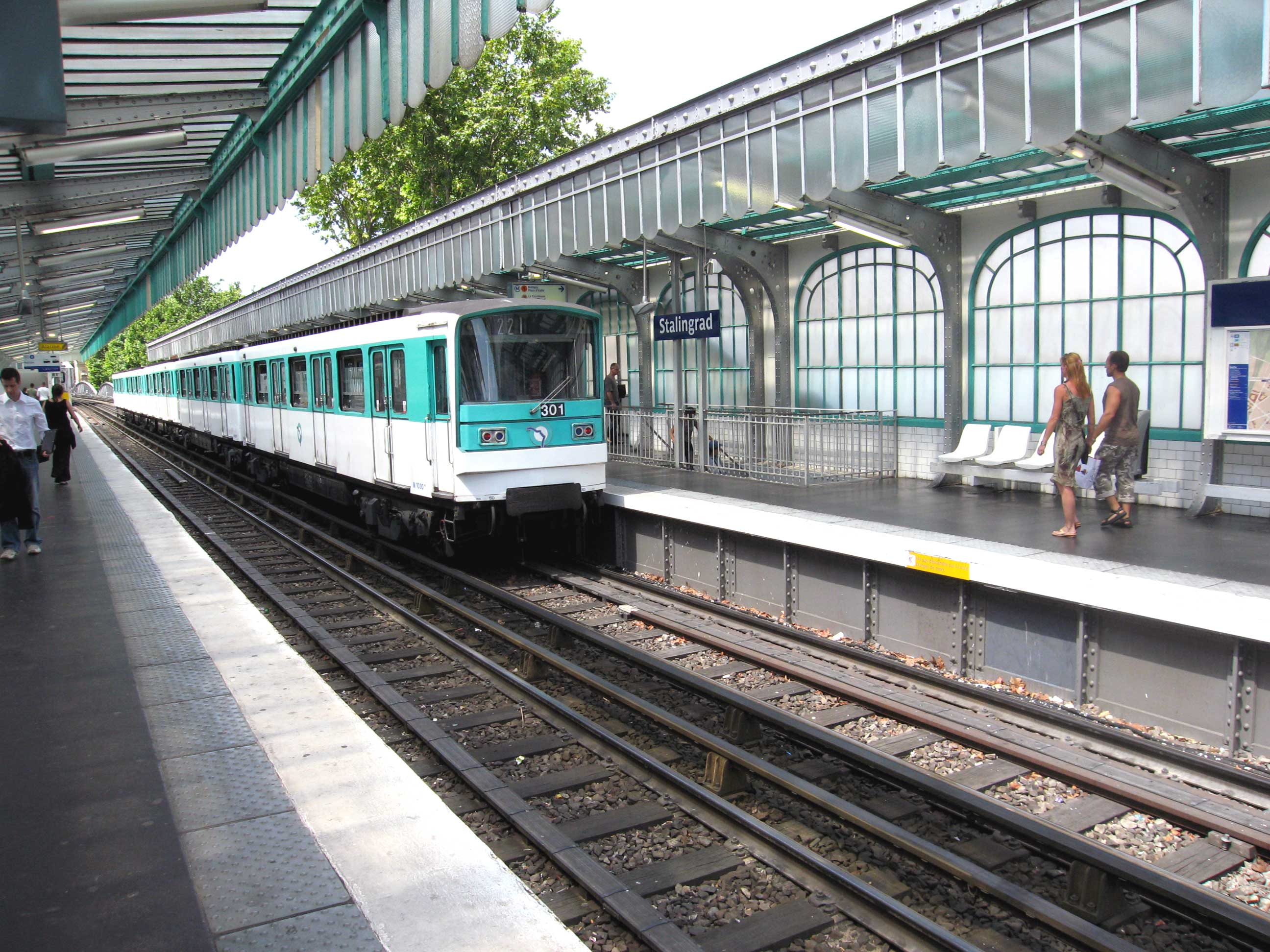
La banchina sopraelevata della linea 2
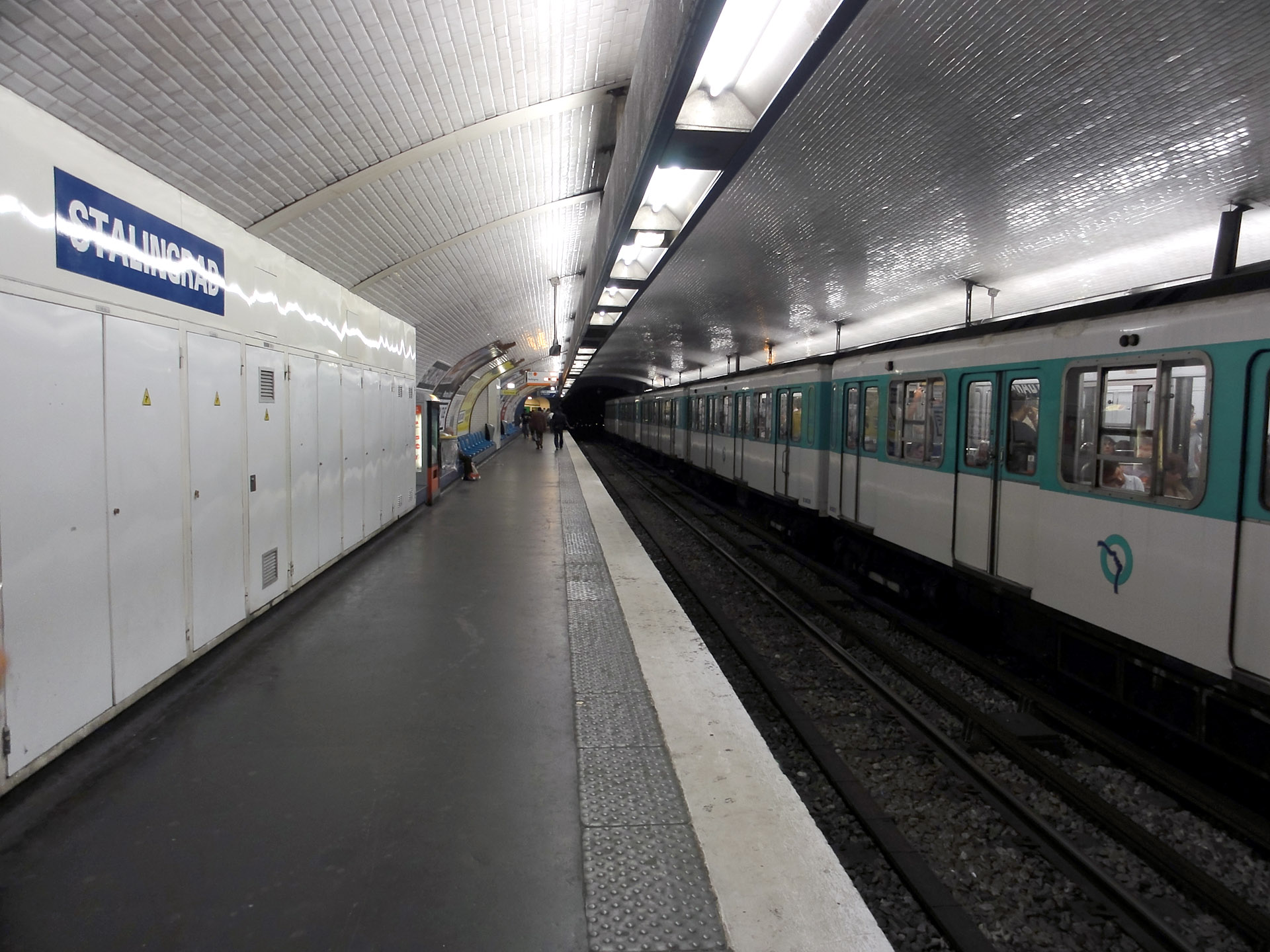
La banchina della linea 5
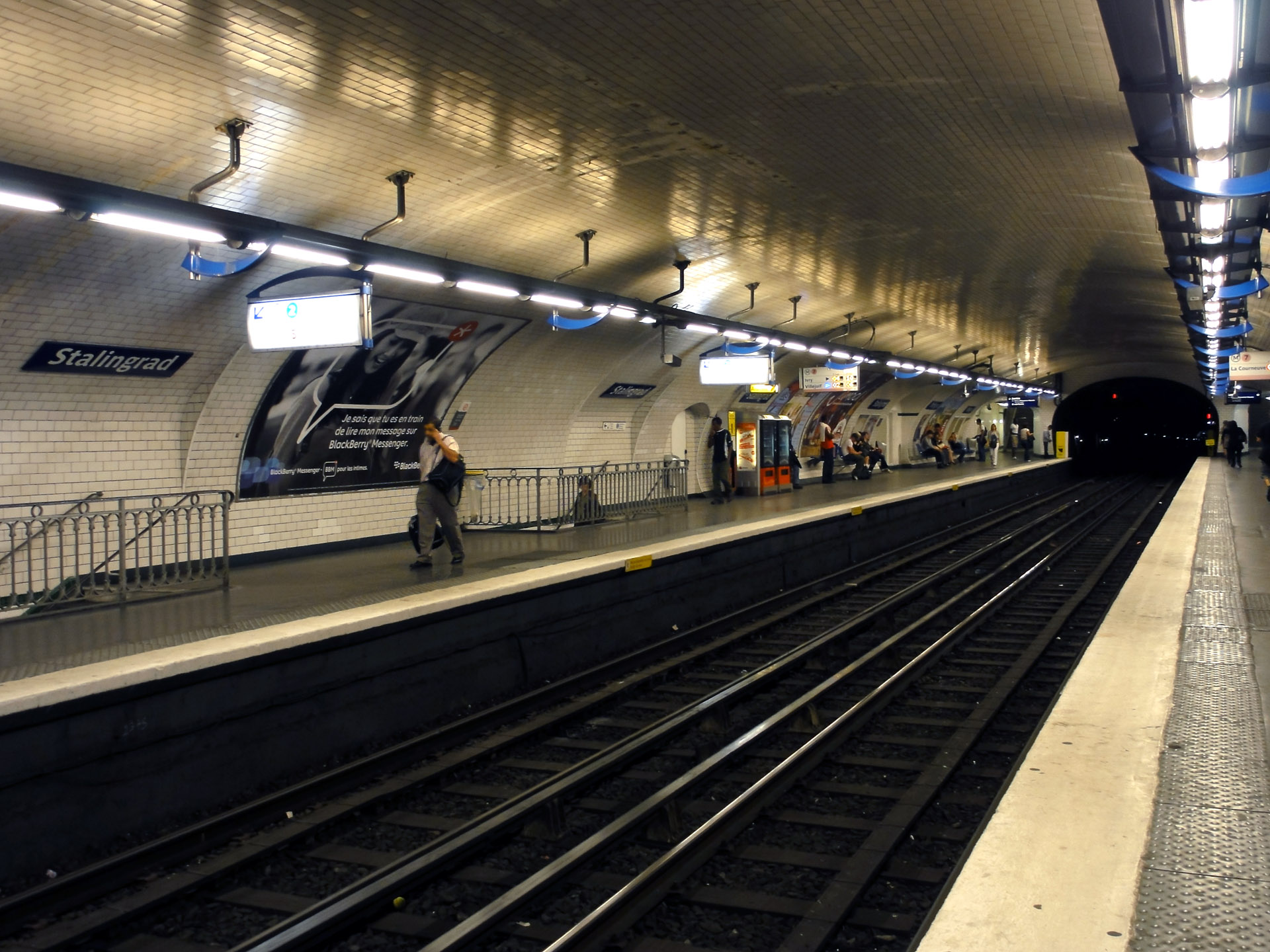
La banchina della linea 7